# Petr Dostalík
Petr Dostalík (23. prosince 1979, Přerov) je český právník (romanista) a vysokoškolský pedagog.

## Profesní životopis
Mezi záliby Petra Dostalíka vždy patřila antika a Řím, dokonce byl přijat na obor historie - latina. Po zásahu svého otce vystudoval práva, která absolvoval v roce 2003. Zájem o antiku se projevil v jeho studiu. Dílu M. T. Cicerona, se věnoval jak v diplomové práci tak i ve své dizertaci, kterou psal pod vedením tehdejší ústavní soudkyně Michaely Židlické.
Petr Dostalík působil od roku 2003 jako odborný asistent a od roku 2019 jako docent na katedře teorie práva a právních dějin Právnické fakulty Univerzity Palackého v Olomouci. Od roku 2007 externě vyučuje rovněž na Fakultě právnické Západočeské univerzity v Plzni.
V únoru 2019 vědecká rada Právnické fakulty Univerzity Karlovy kladně hlasovala o jeho habilitaci.
Petr Dostalík se spolu s Kamilou Bubelovou a studentkou Lucií Černou podílel na moderním vydání Justiniánových Digest.

## Dílo
Výbor z díla Petra Dostalíka.
- DOSTALÍK, Petr. Antická státověda v díle M.T. Cicerona. 1. vyd. Olomouc: Univerzita Palackého v Olomouci, 2009. 163 s. Monografie. ISBN 978-80-244-2280-0.
- DOSTALÍK, Petr. Condictiones : ke kořenům bezdůvodného obohacení Praha: Auditorium, 2019. 240 s. ISBN 978-80-87284-74-2
- DOSTALÍK, Petr. Řecká filosofie a její vliv na římskou právní vědu. Vyd. 1. Olomouc: Iuridicum Olomoucense ve spolupráci s Právnickou fakultou Univerzity Palackého v Olomouci, 2012. 130 s. ISBN 978-80-87382-28-8.
- DOSTALÍK, Petr. Texty ke studiu římského práva soukromého. Plzeň: Vydavatelství a nakladatelství Aleš Čeněk, 2009. 175 s. Dokumenty. ISBN 978-80-7380-150-2.
- DOSTALÍK, Petr a spol. Dostalíkovy hlášky: fragmenta Dostalíkova. V Plzni: Ondřej Kočan v koedici s Nugis Finem Publishing, 2019. ISBN 978-80-906546-3-1.